# Anopheles berghei
Anopheles berghei este o specie de țânțari din genul Anopheles, descrisă de Vincke și Narcisse Leleup în anul 1949. Conform Catalogue of Life specia Anopheles berghei nu are subspecii cunoscute.